# Baltasar de Mendoza y Sandoval

Escudo de su padre, el V conde de Orgaz

Baltasar de Mendoza y Sandoval (Madrid, 1653 - Segovia, 4 de noviembre de 1727) fue un religioso español que ocupó diversos puestos de relevancia eclesiástica y política.
Hijo de Baltasar Hurtado de Mendoza y Rojas, V conde de Orgaz, y de María Gómez de Sandoval y Torres de Navarra, condesa de Regalados. 

## Biografía
Inició su carrera eclesiástica como capellán del Colegio Mayor de San Bartolomé de la Universidad de Salamanca en 1673; en el 79 fue nombrado oidor de la Chancillería de Granada y dos años después, habiéndole sido concedido el hábito de la orden de Calatrava, fue promovido por el rey Carlos II al Consejo de Órdenes. En 1699 fue nombrado obispo de Segovia e inquisidor general, y tras la muerte del rey sin descendencia en noviembre de 1700, fue miembro de la junta de gobierno del reino hasta la llegada del sucesor al trono. 
Sus maneras dictatoriales al frente del Consejo de la Suprema Inquisición, sus arbitrariedades cometidas durante el proceso seguido contra Froilán Díaz, su extralimitación al crear empleos y otorgar prebendas en perjuicio de la hacienda del Santo Oficio, y sus simpatías políticas hacia la facción del archiduque Carlos durante la guerra de sucesión que siguió a la muerte de Carlos II, provocaron que en 1701 el nuevo rey Felipe V decretara su relevo del puesto de inquisidor general. Postergado por un conflicto de competencias entre la corte de Madrid y la Santa Sede, y por las ausencias del rey Felipe durante la guerra, el relevo no se hizo efectivo hasta 1705. "Este fue el último caso importante en el que el inquisidor general intentara establecer su supremacía", afirma Henry Kamen.
Al año siguiente Mendoza fue acusado de traición y desterrado por su apoyo a la facción austracista; marchó a Aviñón hasta 1713, cuando le fue permitido regresar para ocuparse nuevamente del obispado de Segovia, ciudad en la que falleció en noviembre de 1727.
| Predecesor: Juan Tomás de Rocabertí    | Inquisidor general 1699 - 1704 | Sucesor: Vidal Marín del Campo                   |
| Predecesor: Bartolomé de Ocampo y Mata | Obispo de Segovia 1699 - 1727  | Sucesor: Domingo Valentín Guerra Arteaga y Leiva |